# Fructuós Gelabert
Pour les articles homonymes, voir Gelabert.
Fructuós Gelabert (parfois Fructuoso Gelabert ; en catalan : Fructuós Gelabert i Badiella) est un réalisateur et producteur des débuts du cinéma espagnol, né le 15 janvier 1874 à Vila de Gràcia (à l'époque commune indépendante, devenue depuis un quartier de Barcelone), et mort le 25 décembre 1955 ou le 27 février 1956 à Barcelone.
Il est avec Segundo de Chomón un des pionniers du cinéma espagnol et le premier à tourner un film en Catalogne.

## Biographie
Fructuós Gelabert est issu d'une famille d'artisans : son père Joan Gelabert est un ébéniste majorquain. Sa mère Llúcia Vidiella est atteinte d'une maladie psychologique, ce qui oblige son père à prendre soin de lui. Sa famille déménage dans le quartier de Sants à Barcelone où son père ouvre un atelier. Le jeune Fructuós commence par apprendre le métier paternel.
Mais il est attiré très jeune par la photographie et commence à travailler pour les frères Napoleón qui ont un important studio dans la ville.
En 1895, il assiste à une projection de Kinétoscope, l'invention de Thomas Edison ; il se passionne alors pour toutes les images en mouvement.
Il réalise en 1897 ses premiers films, avec une caméra copiée de celle des frères Lumière. Son tout premier film, Riña en un cafe est inspiré de Georges Méliès, et est considéré comme le premier film de l'histoire du cinéma espagnol. Il réalise deux documentaires, Salida de la iglesia et Salida de Los trabajadores de la espana industrial. Il est considéré comme le premier producteur espagnol.

## Filmographie
- 1897 : Riña en un cafe
- 1905 : Los guapos de la Vaqueria del Parque
- 1906 : Cerveza gratis
- 1907 : Tierra baja
- 1908 : Maria Rosa
- 1909 : Fabricación del corcho en Sant Feliu de Guixols
- 1911 : Lucha por la herencia
- 1915 : Beby y su circo
- 1917 : El beso de la muerte
- Salida de la iglesia
- Salida de Los trabajadores de la españa industrial